# بينغو مجري
كان البينغو (‎hu‏) العملة المجرية بين 1 يناير 1927، عندما حلت محل الكرونة، و31 يوليو 1946، عندما اُستُبدِلَت بالفورنت. قُسِّمَ البينغو إلى 100 فلر. على الرغم من أن إدخال البينغو كان جزءًا من برنامج الاستقرار بعد الحرب العالمية الأولى، إلا أن العملة استمرت لمدة عشرين عامًا فقط وشهدت أشد حالة تضخم مفرط سُجِّلَت على الإطلاق.

## الاسم
إن النعت المجري بينغو يعني "رنين" (والذي يشتق بدوره من الفعل بينغ، وهي كلمة صوتية تعادل كلمة "ring" الإنجليزية) وقد اُستُخدِمَت من القرن الخامس عشر إلى القرن السابع عشر للإشارة إلى العملات الفضية التي تصدر صوت رنين عند ضربها على سطح صلب، مما يشير إلى محتواها من المعادن الثمينة. (الكلمة الصوتية المستخدمة للعملات الذهبية هي csengő، وهي تعادل كلمة "clinking" الإنجليزية والتي تعني صوتًا أكثر حدة؛ أما صيغة المشاركة المستخدمة للعملات النحاسية فهي kongó والتي تعني صوت تقشير عميق.) بعد إدخال النقود الورقية للفلورين النمساوي المجري ( المجرية: forint) في المجر، اُستُخدِمَ مصطلح pengő forint للإشارة إلى عملات الفورنت ‏ التي تعني حرفيًا "الفورنت الرنان"، وتعني مجازيًا "الفورنت الفضي" أو "العملة الصعبة". 
في بداية الحرب العالمية الأولى، سُحِبَت العملات المعدنية الثمينة من التداول. في أوائل عشرينيات القرن العشرين، اختفت جميع العملات المعدنية بسبب التضخم الكبير في قيمة الكرونة المجرية. ربما اختير اسم pengő للإشارة إلى الاستقرار. ومع ذلك، كان هناك بعض الجدل عند اختيار اسم العملة الجديدة، على الرغم من أن الأغلبية وافقت على اختيار اسم مجري. وشملت المقترحات تورول (طائر من الأساطير المجرية)، وتوران (من الاسم الجغرافي والمصطلح الأيديولوجي طوران )، وليبيرتاس (الاسم العامي لعملات البولتورا التي أصدرها فرانسيس الثاني راكوتشي).
أُشير إلى فئة الأوراق النقدية باللغات العرقية التي تعيش على أراضي المجر. تُرجِمَ اسم العملة على النحو التالي: Pengö ( pl. Pengö ) باللغة الألمانية، pengő ( pl. pengi ) باللغة السلوفاكية ، пенгов ( pl. пенгова) بالنص السيريلي الصربي الكرواتي، пенгыв ( pl. пенгывов، لاحقًا пенге) في اللغة الروسينية، و pengő ( pl. pengei ، لاحقًا penghei ) باللغة الرومانية. لاحقًا pengov ( pl. pengova )، تمت إضافة النسخة اللاتينية الصربية الكرواتية أيضًا.
كان رمز البينغو هو الحرف الكبير P الذي يوضع بعد الأرقام وكان مقسمًا إلى 100 فلر (الرمز: f.).

## تاريخ

### مقدمة عن البينغو
بعد الحرب العالمية الأولى ، وفقًا للمادة 206 من معاهدة سان جيرمان، كان لا بد من تصفية البنك النمساوي المجري ‏ واستبدال الكرونة النمساوية المجرية بعملة مختلفة،  والتي كانت في حالة المجر هي الكرونة المجرية. لقد عانت هذه العملة من معدل تضخم مرتفع خلال أوائل عشرينيات القرن العشرين. ساعد برنامج الاستقرار المغطى بقرض من عصبة الأمم في خفض التضخم، واستُبدِلَت الكرونة في 1 يناير 1927 بعملة جديدة، وهي البينغو، والتي قُدِّمَت بموجب القانون الخامس والثلاثين لعام 1925.  وقد قُيِّمَت بـ 12500 كرونة، وعُرِّفَت على أنها 3800 إلى كيلوغرام واحد من الذهب الخالص – مما يعني أن البينغو كان مرتبطًا بمعيار الذهب، لكنه لم يكن قابلاً للتحويل إلى ذهب. في البداية كانت نسبة التغطية  (الذي شمل الذهب – ما يصل إلى 50٪ – النقد الأجنبي) ثم ثُبِّتَ عند 20٪، ولكن كان لا بد من رفعه إلى 33.3٪ في غضون خمس سنوات.  حُقِّقَ هذا الهدف بسرعة: حيث بلغت نسبة التغطية 51% في 31 يوليو 1930. ثم انخفضت إلى حد ما في وقت لاحق بسبب الأزمة الاقتصادية والمالية الناجمة عن الكساد الكبير. حتى ذلك الحين كان البينغو هو العملة الأكثر استقرارًا في المنطقة.

### الحرب العالمية الثانية
لقد تسببت الحرب في تكاليف باهظة، وفي وقت لاحق، خسائر أكبر للاقتصاد المجري الصغير والمنفتح نسبيا. وكان البنك الوطني تحت سيطرة الحكومة عمليًا، وكان إصدار الأموال متناسبًا مع متطلبات الميزانية. بحلول هذا الوقت، اختفت العملات الفضية من التداول، وفي وقت لاحق، اُستُبدِلَت العملات البرونزية، والنحاسية، والنيكل بعملات مصنوعة من معادن أرخص. في أحد آخر أعمال الحرب العالمية الثانية، سيطرت حكومة سالاسي على طباعة الأوراق النقدية وأصدرت أوراقًا نقدية بدون أي غطاء، أولاً في بودابست، ثم في فيسبرم عندما اضطرت بودابست إلى الإخلاء. أصدر الجيش السوفييتي المحتل عملته العسكرية الخاصة وفقًا لاتفاقيات لاهاي.

### التضخم المفرط
فقد البينغو قيمته بشكل كبير بعد الحرب العالمية الثانية، حيث عانى من أعلى معدل تضخم مفرط مسجل على الإطلاق في تاريخ البشرية. وكانت هناك محاولات عديدة لإبطاء وتيرة النمو، مثل فرض ضريبة على رأس المال بنسبة 75% في ديسمبر/كانون الأول 1945. ولكن هذا لم يوقف التضخم الجامح، وواصلت الأسعار الارتفاع بشكل خارج عن السيطرة، مع طرح فئات نقدية أعلى من أي وقت مضى. اُستُخدِمَت الفئات milpengő (مليون بينغو) و bilpengő (باختصار: b.-بينغو ، تريليون (1000000000000) P) لتبسيط العمليات الحسابية، وتقليص عدد الأصفار وتمكين إعادة استخدام تصميمات الأوراق النقدية مع تغيير اللون واسم الفئة فقط.
كان التضخم الجامح خارجا عن السيطرة لدرجة أنه في مرحلة ما استغرق الأمر حوالي 15 ساعة حتى تضاعفت الأسعار وحوالي أربعة أيام حتى خسر البينغو 90٪ من قيمته الأصلية.

#### أدوبينغو
قدمت الحكومة المجرية نظام أدوبينغو ( تترجم حرفيا. tax pengő - ضريبة البينغو) في الأول من يناير عام 1946، في الأصل كوحدة حساب مفهرسة ‏ لتخطيط الميزانية: كانت الفكرة هي أنه من خلال تحديد قيمة أدوبينغو من حيث البينغو المنتظم كل يوم، فإن أدوبينغو سيحاول حماية ميزانية الحكومة من آثار التضخم المفرط.  بدأت قيمة أدوبينغو من حيث عملات البينغو العادية عند المستوى الاسمي، لكن المعدل انخفض إلى 630 بينغو بحلول الأول من مايو عام 1946، ثم اثنين سكستيليون بينغو ( 2×1021 = 1000 مليار مليار) بحلول 31 يوليو من نفس العام. 
في 29 مايو 1946، بدأ فيرينك جوردون (وزير المالية آنذاك) في إصدار فواتير ضريبية أدوبينغو،  :11وفي 9 يوليو/تموز من العام نفسه، أصبحت سندات الضرائب قانونية. وفقًا لويليام بومبرجر وجيل ماكينين في أكتوبر 1983، أدى إصدار فواتير الضرائب إلى تصعيد التضخم المفرط الذي أثر في النهاية على كل من البينغو العادي والأدوبينغو - لكن الأدوبينغو أجبر البينغو العادي على عدم الاستخدام حيث أصبحت الأسعار المعبر عنها بالأخيرة لا تطاق.  :808–810

### نهاية البينغو
في 11 يوليو 1946، أصدر البنك الوطني المجري آخر أوراق نقدية من فئة البينغو، بقيمة 100 مليون بينغو ( 1020 = 100 كوينتيليون)؛ كما طبع البنك أيضًا أوراقًا نقدية بقيمة مليار بينغو ( 1021 = سكستيليون واحد)، لكنها لم تدخل التداول أبدًا.  صدرت آخر ورقة نقدية من فئة 100000000 أدوبينغو في 25 يوليو، وكانت تساوي 200 أوكتيليون بينغو (2 × 1029 = 200 مليار مليار مليار) في 31 يوليو.
وفي نهاية المطاف، لن يكون هناك سوى عملة جديدة قادرة على تحقيق الاستقرار في الوضع المالي للبلاد. في الأول من أغسطس عام 1946، أعادت المجر إدخال الفورنت بنسبة 400 أوكتيليون بيننغو إلى 1 ( 4×1029 = 400 مليار مليار مليار)، مما أدى إلى إسقاط 29 صفرًا من العملة القديمة، أو 200000000 أدوبينغو إلى 1.  :814
وفقًا لبومبرجر وماكينين، بلغ تداول أوراق البينغو العادية ذروته عند حوالي 76 سبتيليون بينغو ( 7.6×1025 = 76 مليون مليار مليار) في 15 يوليو 1946.  :810وبالتالي، أدى معدل التحويل إلى خفض القيمة القصوى لجميع أوراق البينغو المتداولة إلى 0.019 فلر (19⁄100000 الفورنت المجري (أو ما يعادله بالعملة المحلية)، مما يسمح للبنك الوطني المجري بالبدء من جديد دون الحاجة إلى استرداد أوراق البينغو العادية.  وعلى النقيض من ذلك، فإن أكبر فاتورة ضريبية متداولة ( 100000000 كانت قيمة كل ورقة نقدية (أدوبينغو) 50 فلر، وظلت متداولة لفترة قصيرة بعد الإصلاح.  :810
كما حاول الإصلاح أيضًا تقليل خطر التضخم المفرط على الفورنت، من خلال تحديد سعر صرف الذهب عند 13.21 الفورنت لكل غرام:  ومع ذلك، لم يتمكن أحد من تحويل الفورنت بهذا المعدل.  :814

## العملات المعدنية
في عام 1926، طُرحت عملات معدنية من فئات 1، و2، و10، و20، و50 فلر، و1 بينغو. كانت القطعتان 1 فلر و2 فلر من البرونز، بينما كانت القطعتان 10، و20، و50 فلر من النيكل النحاسي، وكانت العملات المعدنية من فئة ١ بينغو مصنوعة من 64٪ من الفضة. في عام1929، طُرحت عملات من فئة 2 بينغو، وهي أيضًا مصنوعة من 64٪ من الفضة. كما أُصدرت عملات تذكارية من فئة 2 و5 بينغو في المناسبات السنوية، بالإضافة إلى عملة معدنية غير تذكارية من فئة 5 بينغو في عام 1939.
خلال الحرب العالمية الثانية، توقف إنتاج عملة 1 فلر، وأُصدِرَت عملات 2 فلر من الفولاذ ثم الزنك، وسُكَّت عملات 10 و20 فلر من الفولاذ، وسُكَّت عملات 1، و2، و5 بينغو من الألومنيوم.
في عام 1945، قدمت الحكومة المؤقتة عملات معدنية جديدة من الألومنيوم بقيمة 5 بينغو، وهي آخر عملات معدنية أُصدِرَت قبل التضخم المفرط.

## النقود الورقية
أصدر البنك الوطني المجري أول سلسلة من الأوراق النقدية من فئات 5، و10، و20، و50، و100 بينغو في أواخر عام 1926. كانت هذه الأوراق مطبوعة بتقنية الأوفست على ورق مائي (باستثناء فئة 5 بينغو). تضمنت الأوراق النقدية شخصيات مجرية بارزة على الوجه الأمامي، ومواقع مختلفة في بودابست أو لوحات فنية على الوجه الخلفي؛ كما خدمت الأوراق النقدية أغراضًا تعليمية.
وسرعان ما كان لا بد من طباعة سلسلة جديدة من الأوراق النقدية لتلبية معايير الأمان العالية. نُفِّذَت وصُمِّمَت النقوش بواسطة إندري هورفاث، وهو فنان جرافيك مجري. طُبِعَت أوراق نقدية جديدة من فئة 5، و10، و20، و50، و100 بينغو، وأضيفت ورقة نقدية من فئة 1000 بينغو إلى هذه السلسلة - ومع ذلك، كانت هذه الأخيرة ذات قيمة عالية لدرجة أنها نادرًا ما كانت تستخدم إلا في المعاملات النقدية الكبيرة بين الشركات والبنوك. كانت هذه السلسلة الجديدة تتمتع بنفس ميزات السلسلة السابقة تقريبًا. سرعان ما اُستُبدِلَت أوراق النقد من فئة 5 بينغو بعملات فضية.
بعد جائزة فيينا، اضطرت المجر إلى إمداد أراضيها المستعادة بالنقود. ولأن زيادة كمية العملات الفضية كانت ستكلف الكثير، فقد صدرت أوراق نقدية من فئة 1 و5 بينغو في عامي 1941 و1938 على التوالي. كانت هذه الأوراق النقدية بسيطة التصميم ورديئة الجودة. في غضون ذلك، صدرت سلسلة من الأوراق النقدية الجديدة، شملت فئات 2، و5، و10، و20 بينغو. مثّلت التصاميم زخارف مستوحاة من الفنون الشعبية المجرية والشعب المجري.
وفي نهاية الحرب العالمية الثانية، أصدرت حكومة زالاسي والجيش السوفييتي المحتل أوراقاً نقدية مؤقتة في الأراضي الخاضعة لسلطتهما، مما أدى إلى تفاقم التضخم.
في عامي 1945 و1946، تسبب التضخم المفرط في إصدار أوراق نقدية تصل إلى 100 مليون b.-بينغو (100 كوينتيليون أو 1020 بينغو). خلال فترة التضخم المفرط، أُعيد استخدام تصميمات الأوراق النقدية، وغُيّر اللون واستبدلت كلمة بينغو بـ ميلبينغو أولاً، ثم b.-بينغو، لتوليد فئات أعلى. كانت أكبر فئة منتجة 100 مليون b.-بينغو (100 كوينتيليون أو 1020 بينغو). كانت قيمة الورقة النقدية في البداية حوالي 0.20 دولار أمريكي. طُبعت أوراق نقدية بقيمة مليار b.-بينغو (واحد سكستيليون أو 1021 بنس) ولكن لم تُصدر قط.

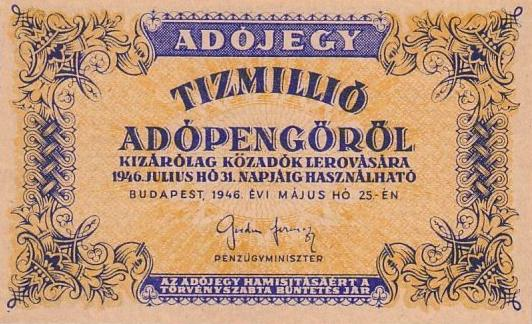
10 ملايين أدوبينغو، 1946

كان تقديم الأدوبينغو بمثابة محاولة للحد من التضخم. لقد أدى ذلك إلى تباطؤ التضخم إلى حد ما، لكنه لم يوقف انخفاض قيمة العملة. أُضدِرَت سندات من قبل وزارة المالية بفئات تتراوح بين 10000 و 100000000 أدوبينغو. أصبحت هذه الأوراق النقدية ذات التصميم البسيط المكتوبة على ورق منخفض الجودة عملة قانونية في الأشهر الأخيرة من التضخم المفرط، حيث حلت محل البينغو بشكل كامل تقريبًا.
لقد تسببت الكمية الهائلة من الورق المستهلكة أثناء إنتاج أوراق النقد الأدوبينغو في نقص في ورق الأمان عالي الجودة؛ مما أعاق إنتاج أوراق نقد الفورنت.

## أسعار الصرف التاريخية
أسعار الصرف (1 دولار أمريكي بالبينغو)
| تاريخ          | بينغو                          |
| -------------- | ------------------------------ |
| 1 يناير 1927   | 5 بينغو 26 فلر                 |
| 31 ديسمبر 1937 | 5 بينغو 40 فلر                 |
| 31 مارس 1941   | 5 بينغو 06 فلر                 |
| 30 يونيو 1944  | 33 بينغو 51 فلر                |
| 31 أغسطس 1945  | 1320 بينغو                     |
| 31 أكتوبر 1945 | 8200 بينغو                     |
| 30 نوفمبر 1945 | 108000 بينغو                   |
| 31 ديسمبر 1945 | 128000 بينغو                   |
| 31 يناير 1946  | 795000 بينغو                   |
| 31 مارس 1946   | 1750000بينغو                   |
| 30 أبريل 1946  | 59000 بينغو ( 5.9×10 بينغو)    |
| 31 مايو 1946   | 42000 بينغو ( 4.2×1016 بينغو)  |
| 10 يوليو 1946  | 460000 بينغو ( 4.6×1029 بينغو) |

أسعار الصرف (الأدوبينغو بالبينغو)
| تاريخ         | بينغو                          |
| ------------- | ------------------------------ |
| 1 يناير 1946  | 1 بينغو                        |
| 1 فبراير 1946 | 1 بينغو 70 فلر                 |
| 1 مارس 1946   | 10 بينغو                       |
| 1 أبريل 1946  | 44 بينغو                       |
| 1 مايو 1946   | 630 بينغو                      |
| 1 يونيو 1946  | 160000 بينغو                   |
| 1 يوليو 1946  | 7500000 بينغو ( 7.5×109 بينغو) |
| 10 يوليو 1946 | 2000 بينغو ( 2×1021 بينغو)     |